# Пейков, Виктор Эммануилович
Виктор Эммануилович Пейков (рум. Victor Peicov; 16 октября 1965) — советский и молдавский борец вольного стиля, участник Олимпийских игр. 8-кратный чемпион Молдовы (1993-2000).

## Спортивная карьера
Борьбой начал заниматься в 10 лет в городе Леова, начинал заниматься борьбой под руководством Василия Скутельника, с 1977 года его тренировал Михаил Руссу, с 1984 года Александр Зубрилин, а с 1994 года Григорий Кармалак (1994). Победитель и лучший борец международного турнира «Дан Колов» в Болгарии (1989). В июне 1991 года в Запорожье стал серебряный призер 10-й Спартакиады народов СССР 1991 уступив Сагиду Катиновасову, параллельно там же завоевал бронзовую медаль чемпионата СССР. В январе 1993 года на чемпионате Европы стал бронзовым призёром. В 1994 году на чемпионате мира в Стамбуле Виктор Пейков выиграл у 2-кратного чемпиона Европы россиянина Насыра Гаджиханова и проиграл в финале турецкому борцу Туран Джейлан, получив серебряную медаль. В августе 1996 года в американской Атланте в 1/16 финала выиграл вначале у Магомеда Куруглиева из Казахстана, затем уступил действующему Олимпийскому чемпиону южнокорейцу Пак Джан Суну, в утешительной схватке сначала одолел Родиона Кертанти из Словакии, затем Бориса Будаева из Узбекистана, но уступил японцу Такуе Оте, в схватке за 7 место одолел Магомедсалама Гаджиева из Азербайджана. В январе 2009 года занял пост президента федерации борьбы Молдавии.

## Спортивные результаты
- Чемпионат СССР по вольной борьбе 1991 — ;
- Спартакиада народов СССР 1991 — ;
- Чемпионат Европы по борьбе 1993 — ;
- Чемпионат Европы по борьбе 1994 — 9;
- Чемпионат мира по борьбе 1994 — ;
- Чемпионат Европы по борьбе 1995 — 5;
- Чемпионат мира по борьбе 1995 — 17;
- Чемпионат Европы по борьбе 1996 — 4;
- Олимпиада 1996 — 7;
- Чемпионат Европы по борьбе 1998 — 8;
- Чемпионат мира по борьбе 1998 — 11;
- Чемпионат Европы по борьбе 1999 — 5;
- Чемпионат мира по борьбе 1999 — 9;
- Чемпионат Европы по борьбе 2000 — 7;

## Награды
- Медаль «За гражданские заслуги» (4 сентября 1996 года) — в знак признания особых заслуг в развитии спорта и национального олимпийского движения, за выдающиеся успехи, достигнутые на XXVI летних Олимпийских играх в Атланте[3]